# Сан Франциско Кроникъл
„Сан Франциско Кроникъл“ (San Francisco Chronicle) е всекидневник с най-голям тираж в Сан Франциско и Северна Калифорния - над 500 хил. бр. Основан е през 1865 г.
Обслужва предимно Района на залива на Сан Франциско в щата Калифорния, Съединените американски щати.